# Konstruktionsbionik
Bei der Konstruktionsbionik werden Mechanismen und Konstruktionsweisen aus dem Bereich der Biologie analysiert und verglichen. Es wird erforscht und erkundet, wie die einzelnen Elemente in der Gesamtkonstruktion funktionieren und zusammenspielen. Hierbei unterscheidet man statische, kinematische und dynamische Naturkonstruktionen. Die Besonderheiten der Naturkonstruktionen werden dann versucht, auf die technischen Konstruktionen zu übertragen. Ziel ist es, die technischen Konstruktionen hierdurch zu optimieren.

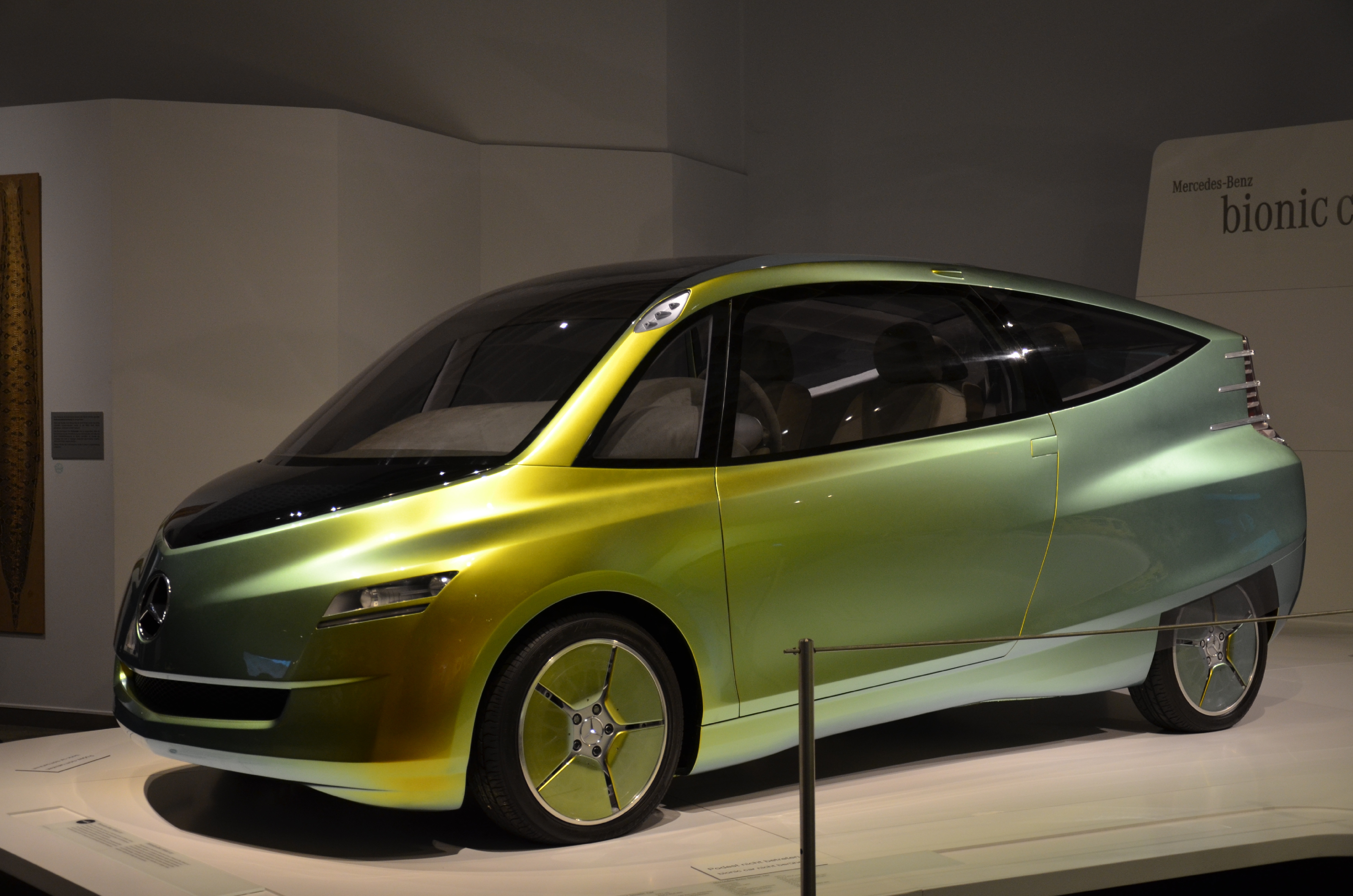
Bionic car

## Beispiele für die Konstruktionsbionik
Ein Beispiel für die Konstruktionsbionik ist das Bionik Car. Bei der Entwicklung des Bionik Cars hat man unter anderen den Kofferfisch genauer betrachtet. Trotz seines klobigen Aussehens ist der Kofferfisch ein sehr beweglicher Schwimmer, lebt in großen Tiefen, hält somit starken Druck aus. Außerdem verliert er beim Schwimmen kaum an Geschwindigkeit, was bedeutet, dass seine Form einen geringen Wasserwiderstand aufweist. Der cw-Wert des Kofferfisches liegt lediglich bei 0,06, was aus der Sicht eines Autokarosseriekonstrukteurs sehr gering ist. Diese Vorteile des Kofferfisches wollten die Entwickler von Mercedes-Benz auf ein Auto übertragen, um einen möglichst geringen Luftwiderstand zu erhalten. Ein Großer Vorteil der sich hierdurch ergibt, ist die Reduzierung des Kraftstoffverbrauchs und die Schonung der Umwelt.

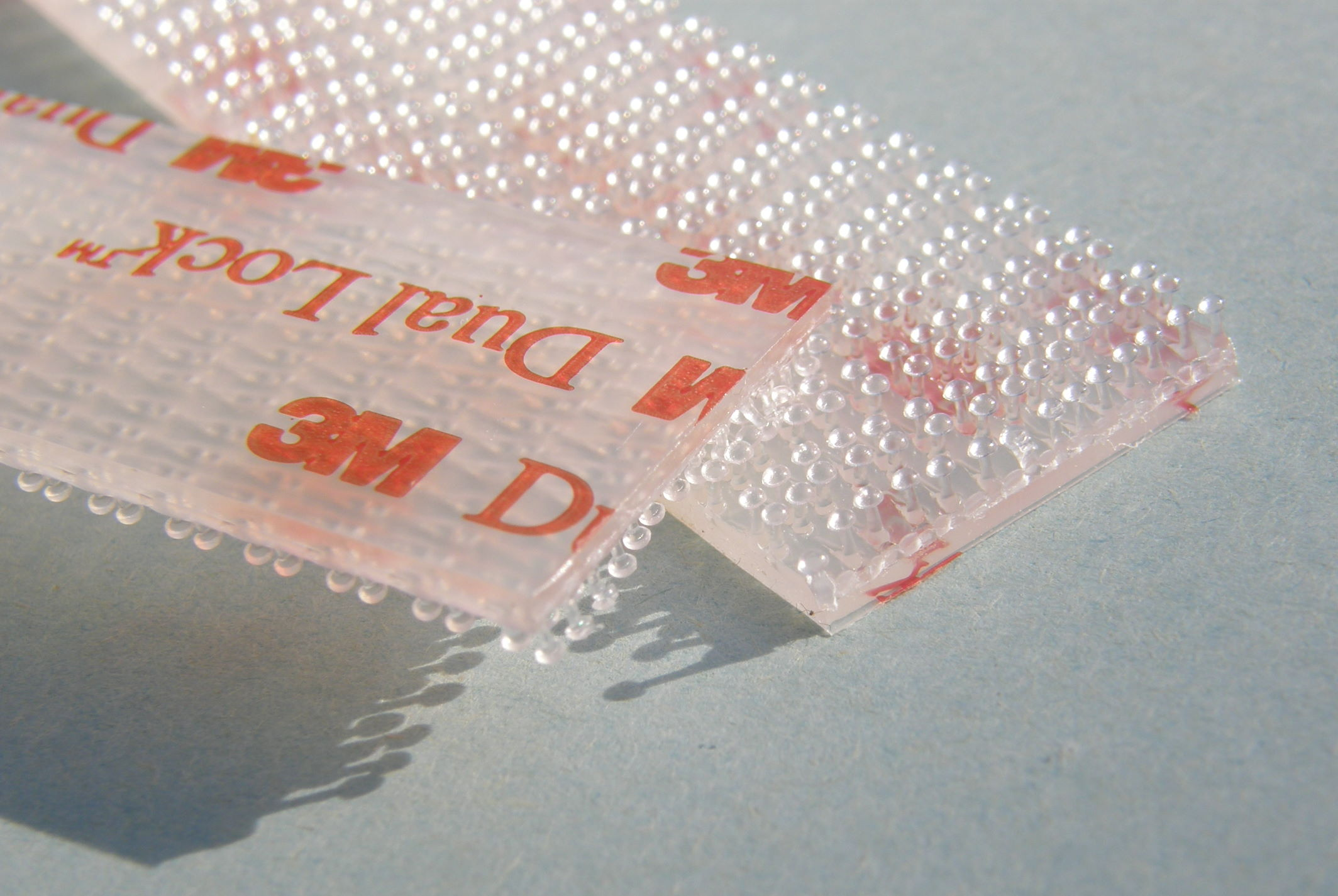
Klettverschluss

Neben dem Bionik Car, ist der Klettverschluss ein weiteres Beispiel für die Konstruktionsbionik. Vor über 60 Jahren entdeckte der Schweizer George de Mestral das Klett-Prinzip. Nachdem er im Wald war bemerkte er, dass viele Kletten an seiner Kleidung und dem Fell seines Hundes hängen geblieben waren. Daraufhin untersuchte er den Aufbau und die Strukturen der Klette und bemerkte, dass die Kletten viele kleine Widerhaken besitzen. Weil sich diese Widerhaken beim Kontakt, mit zum Beispiel Kleidung, verhaken, bleiben die Kletten an der Kleidung haften. Dieses Prinzip der Klette hat der Schweizer wenig später auf die Technik übertragen und erfand 1948 den Klettverschluss. Dieses Verschlussmittel ist heutzutage weit verbreitet und ist an vielen Kinderschuhen und Jacken wiederzufinden.
In der Zukunft wird die Konstruktionsbionik noch eine wichtige Rolle in der Entwicklung von neuen technischen Konstruktionen  spielen, denn es gibt noch viele noch unentdeckte Konstruktionen aus der Natur, die man noch nutzen kann und wird.

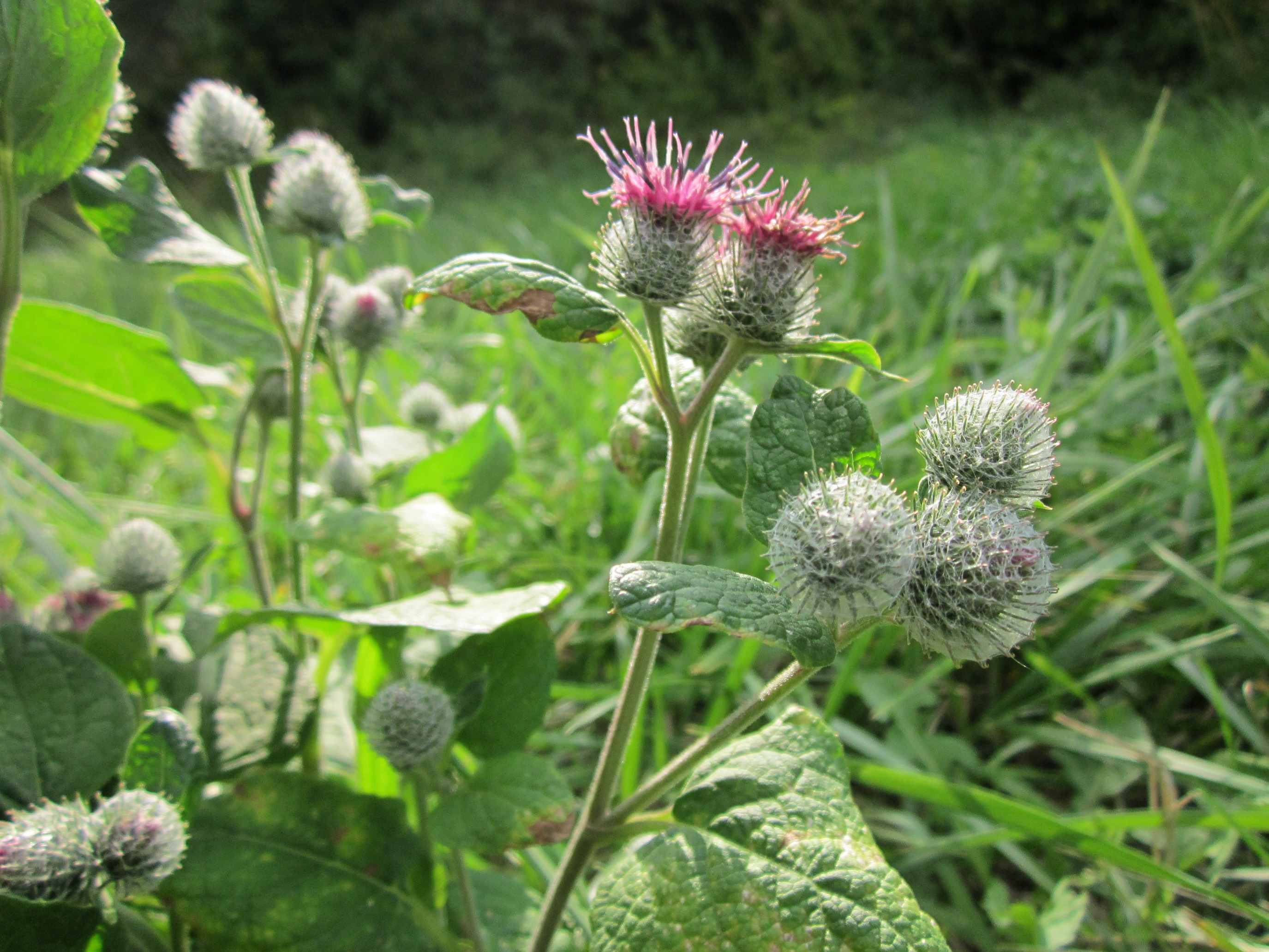
Klette